# Mount Glasgow, Antarktis
Mount Glasgow är ett berg i Antarktis. Det ligger i Östantarktis. Nya Zeeland gör anspråk på området. Toppen på Mount Glasgow är 2 490 meter över havet, eller 820 meter över den omgivande terrängen. Bredden vid basen är 5,6 km.
Terrängen runt Mount Glasgow är huvudsakligen kuperad, men söderut är den bergig. Trakten är obefolkad. Det finns inga samhällen i närheten.